# Coendou prehensilis
Coendou prehensilis (кенду бразильський) — вид гризунів родини Голкошерстові (Erethizontidae).

## Етимологія
«Coendou» — це слово корінних жителів Амазонії для позначення американських голкошерстів, лат. «Prehensus» означає хапати, ловити, лат. «ilis» — означає здатність до чогось, тобто «prehensilis» — «здатність хапати», маючи на увазі хвіст, пристосований до чіпляння за гілля.

## Поширення
Вид зустрічається від Колумбії та Венесуели на південь до північної Аргентини. Рідні для нього країни: Аргентина, Болівія, Бразилія, Колумбія, Французька Гвіана, Гаяна, Парагвай, Перу, Суринам, Тринідад і Тобаго, Венесуела. Мешкає у сухих та вологих первинних і вторинних лісах, але рідко може спостерігатись у неспокійних районах, у тому числі біля сільськогосподарських культур.

## Зовнішня морфологія
Довжина голови й тіла: 444–560 мм, довжина задніх лап: 80–95 мм, довжина вух: 15–29 мм, вага: 3–6 кг. Дуже схожий на Coendou bicolor, але в даного виду обличчя зазвичай біле. Загальне забарвлення чорне, яке щільно переплітається з блідо-жовтим. Шипи на спині триколірні: блідо-жовті зверху й знизу в той час як центр чорний. Живіт вкритий короткими колючками і сірий. Шипів на хвості не видно й він довший ніж довжина голови й тіла; хвіст чіпкий. Подібні види: Cuendou bicolor, але він чорний і хвіст завжди більший. Sphiggurus ichillus, менший і його волосся заховане серед колючок.

## Поведінка
Це нічний, самітницький, деревний гризун, що спить удень у зв'язках із в'юнких рослин або в порожнинах дерев на висоті близько 6 метрів. Харчується рослинним матеріалом, у тому числі молоде листя, стебла, плоди, квіти, коріння і кора. Також може мати доступ до плантацій гуави, кукурудзи і банана. Його площа проживання залежить від наявності продовольства, але в середньому за оцінками, досягає 15 - 20 га на одну особу. 

## Відтворення
Статева зрілість настає приблизно в дев'ятнадцять місяців, і ці голкошерсти залишаються репродуктивно активними більше дванадцяти років. Репродуктивного сезону не існує, але репродуктивний інтервал близько 203 днів. Вагітність триває до 203 днів, після яких народжується одне дитинча, яке може лазити по деревах майже відразу. Відлучення відбувається через 10 тижнів. Розмірів дорослого молодь досягає менш ніж за рік; статева зрілість у випадку жіночої статі дається у 19-місячному віці.